# Крох, Освальд
Освальд Крох (нем. Oswald Kroh, 15 декабря 1887, Беддельхаузен — 11 сентября 1955, Берлин) — немецкий педагог и психолог.

## Биография
Освальд Крох родился в 1887 году в семье учителей, закончив педагогический колледж, пять лет работал учителем начальной школы городе Эрндтебрюкк. Изучал философию, педагогику и психологию в университетах Мюнхена и Марбурга. В 1918 году закончил Марбургском университете, сдав экзамены и защитив дипломную работу о восприятии на тему «Постоянство цвета и преображение цвета». После этого работал ассистентом Георга Элиаса Мюллера в Гёттингенском университете, где в 1921 году получил право преподавания в университете благодаря успешной защитите диссертации на тему «Субъективные зрительные образы у молодых людей», в которой он исследовал феномен эйдетизма.
В 1922 году Крох работал приглашённым профессором философии, психологии и педагогики в Брауншвейгском техническом университете. Позже несколько лет преподавал педагогику и психологию в Тюбингенском университете.
С 1933 Освальд Крох вступил в национал-социалистическую рабочую партию (НСДАП) и входил в состав университетского «Совета фюрера», что, впрочем, не избавило его от разногласий с Э. Р. Йеншом, одним из главных пропагандистов национал-социалистической идеологии в психологии того времени.
В 1938 году Крох был приглашён преподавать педагогику и психологию в Мюнхенский университет, большей частью лекции касались военной психологии. В 1942 году Крох возглавил Психологический институт при Университете Фридриха Вильгельма (ныне Берлинский университет имени Гумбольдта).
С 1940 по 1945 год Крох являлся председателем Психологического общества Германии (DGPs). Именно в этой должности в 1941 году Крох сыграл решающую роль в реализации первого положения об экзаменах на диплом психолога, которое стало основной для признания психологии как академической науки в Германии и для получения высшего психологического образования в стране.
В 1945 году Освальд Крох был уволен с должности профессора в связи с членством в НСДАП, но уже в январе 1949 года был приглашён возглавить Институт психологии в Свободном университете Берлина. На этом посту Крох занимался улучшением психолого-педагогического образования, открыл вечерние курсы для социальных педагогов и школьных психологов.
Умер в 1955 году в Берлине.

## Научный вклад
В 1926 году Освальд Крох разработал теорию об «Этапах (фазах) развития молодёжи», где попытался показать, как поведение и социальный опыт ребёнка реструктурируются на каждой стадии развития. В основу его теории были положены не количественные, а качественные изменения в развитии ребёнка. В частности, О.Крох выделяет три основных этапа развития:
1. Ранее детство (от рождения до 3 лет):
  - Период «повторяющейся улыбки»,
  - Период начала говорения и ходьбы,
  - Период неповиновения на третьем году жизни
2. Настоящее детство (до 12 лет):
  - Период готовности к школе
  - Период наивного реализма в возрасте около 10 лет
  - Период неповиновения в пубертате (или критический реализм)
3. Этап зрелости (с 12 до совершеннолетия)
  - Период «поворота внутрь»,
  - Период поиска модели образца поведения,
  - Период «поворота наружу» — ранний взрослый возраст.[6]

Кроме исследования поведения, изучал развитие речи детей на различных этапах развития. Кроха интересовали вопросы психологической готовности детей к школе и развитие психических функций. Результаты исследований Крох обобщил в книгах «Психология детей начальной школы» («Psychologie des Grundschulkindes») и «Психология старшеклассников» («Psychologie der Oberstufe»). Педагогическую психологию Крох относил к педагогике и подчеркивал значение педагогики как научной дисциплины.
В последней книге «Revision der Erziehung» («Пересмотр образования», 1952) Освальд Крох выступил за «воспитание социально-этической ответственности», основанной на изначальных формах человеческого общества, а также за эмпирическое обоснование педагогического воздействия на основе психологического знания.
В Германии Освальд Крох считается одним из влиятельных психологов 1930—1940 годов. Имя О. Кроха связано также со становлением немецкой эмпирической педагогической науки (этапы развития, общинное воспитание, концепция рабочей школы).

## Книги О. Кроха
- Eine einzigartige Begabung und deren psychologische Analyse, Vandenhoeck & Ruprecht, Göttingen 1922.
- Entwicklungspsychologie des Grundschulkindes. 13.-22. Aufl. Langensalza 1944, (Erstaufl. 1928)
- Psychologie der Oberstufe. 7.-10. Aufl. Langensalza 1944. (Erstaufl. 1932)
- Revision der Erziehung. 7. Aufl. Heidelberg 1966 (Erstaufl. 1952)